# Kõruse
Kõruse (Duits: Karruste) is een plaats in de Estlandse gemeente Saaremaa, provincie Saaremaa. De plaats heeft de status van dorp (Estisch: küla).
Tot in oktober 2017 lag de plaats in de gemeente Kihelkonna. In die maand ging Kihelkonna op in de fusiegemeente Saaremaa.

## Bevolking
Het dorp had 12 inwoners op 31 december 2011 en ook 12 inwoners op 31 december 2021.

## Ligging
De plaats ligt aan de  westkust van het schiereiland Tagamõisa in het noordwesten van het eiland Saaremaa. Ten noorden van het dorp liggen twee meren, het Saka järv (21,5 ha) en het Killatu järv (42,5 ha). Het westelijk deel van het dorp, met de kust, ligt in het Nationaal park Vilsandi.

## Geschiedenis
Kõruse werd voor het eerst genoemd in 1562 onder de naam Korbische Wacke. Een Wacke was een administratieve eenheid voor een groep boeren met gezamenlijke verplichtingen. In 1756 werd een landgoed Körrust gesticht, dat als kroondomein onder de Russische tsaar viel. In 1798 werd Kõruse onder de naam Korrust een dorp op het landgoed van Tagamõisa, eveneens een kroondomein.

## Foto's

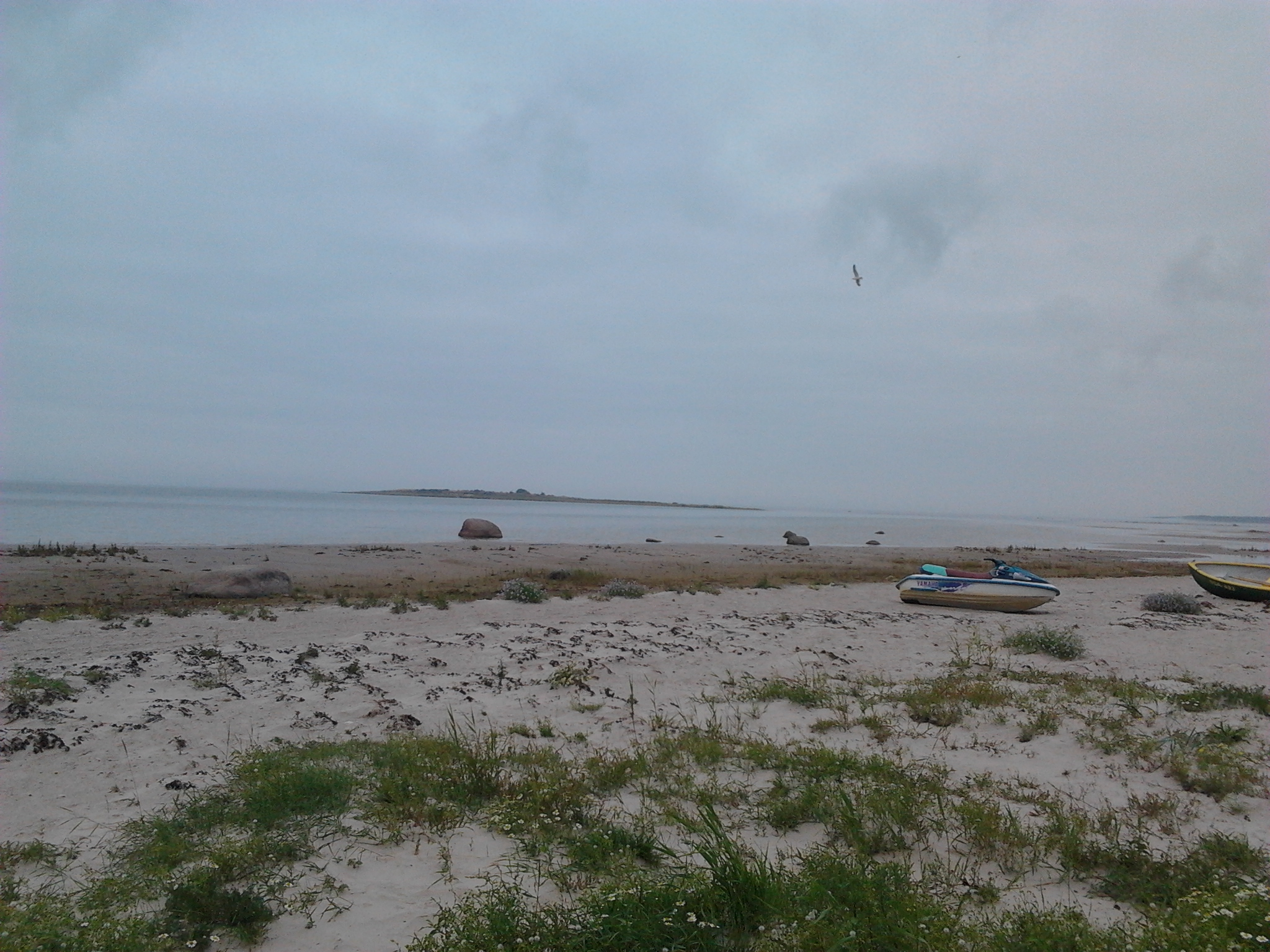
De vroegere haven van Kõruse met het onbewoonde eilandje Tarjamaa
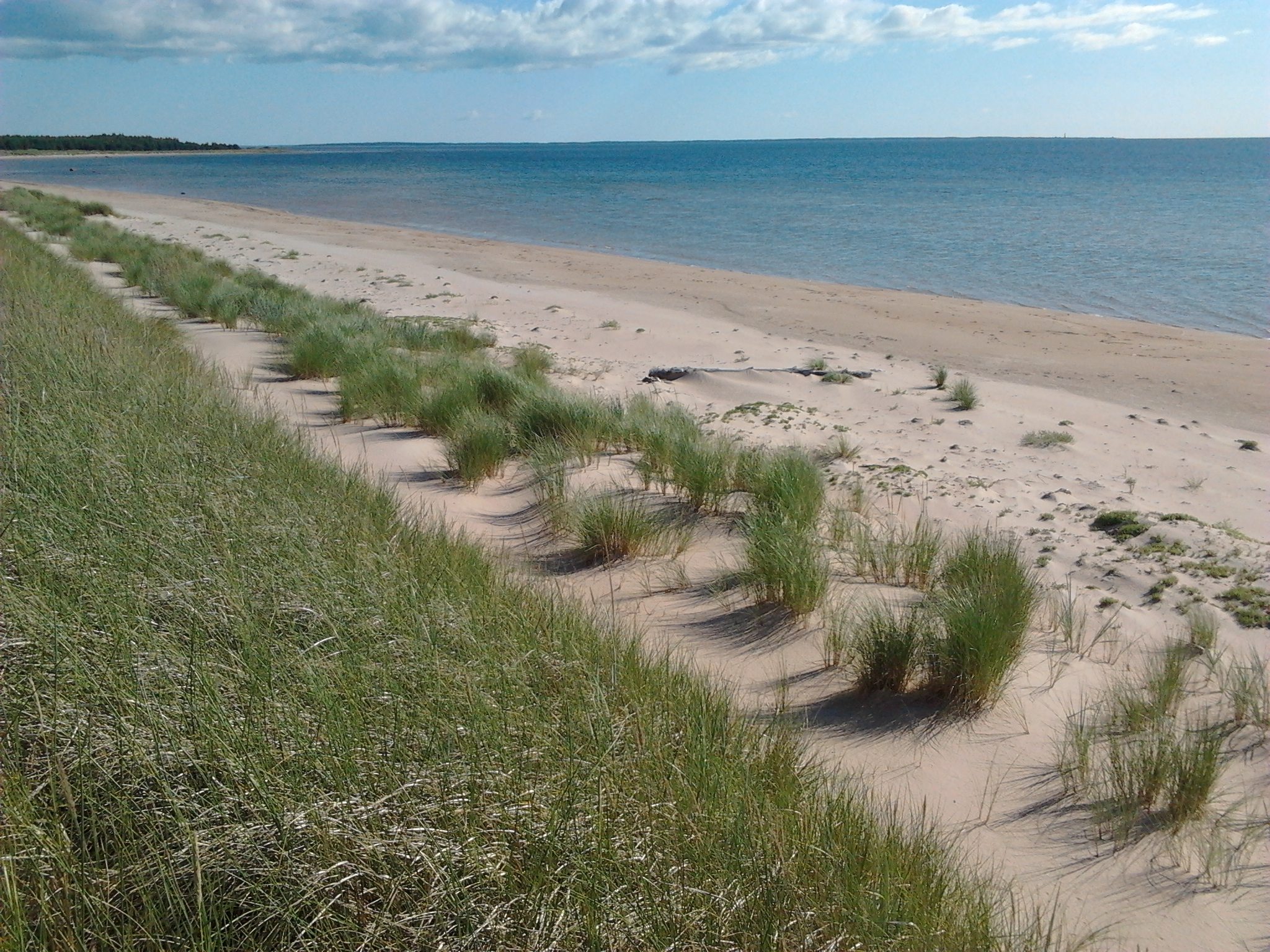
De kust bij Kõruse
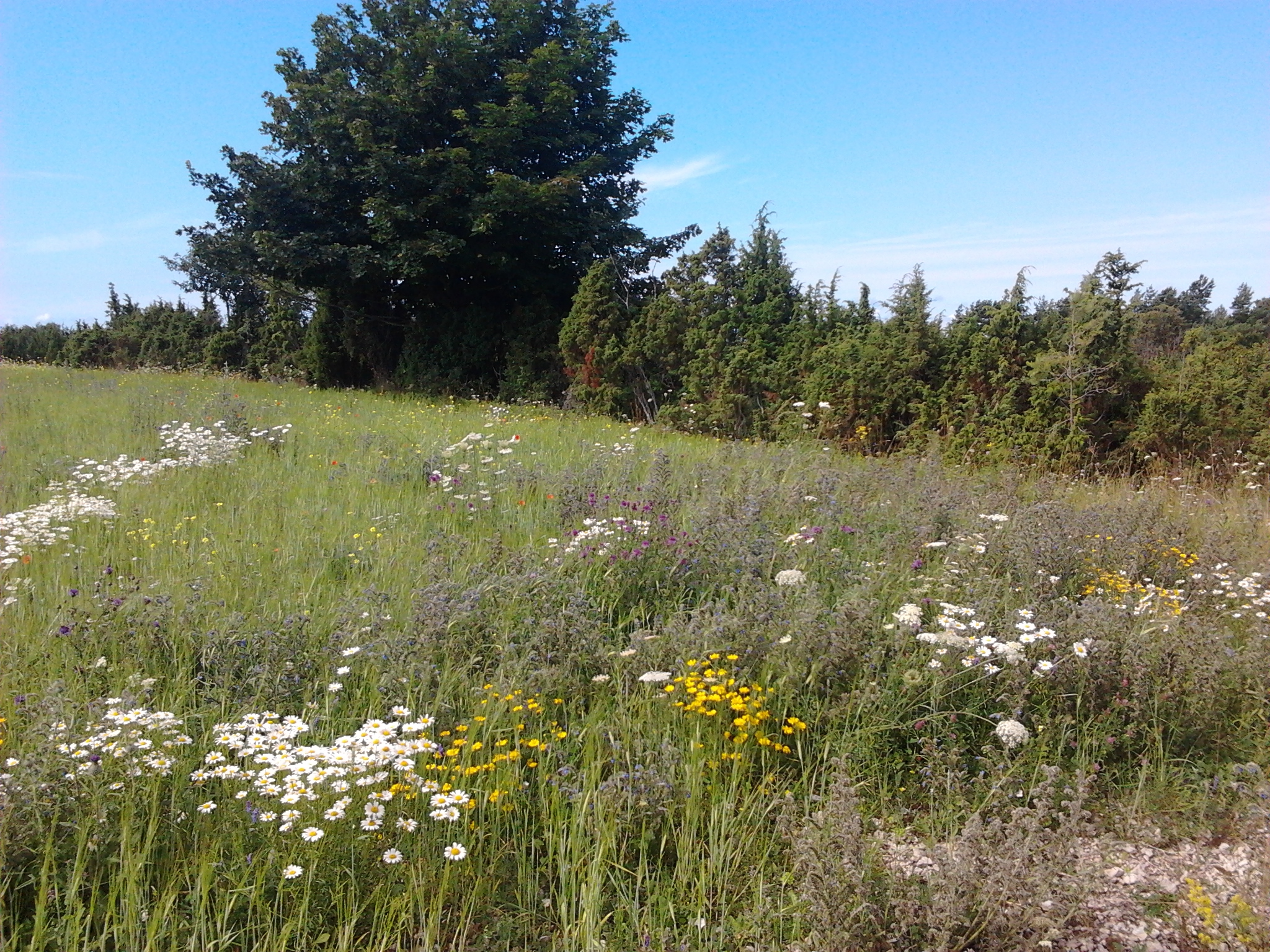
Grasland bij Kõruse
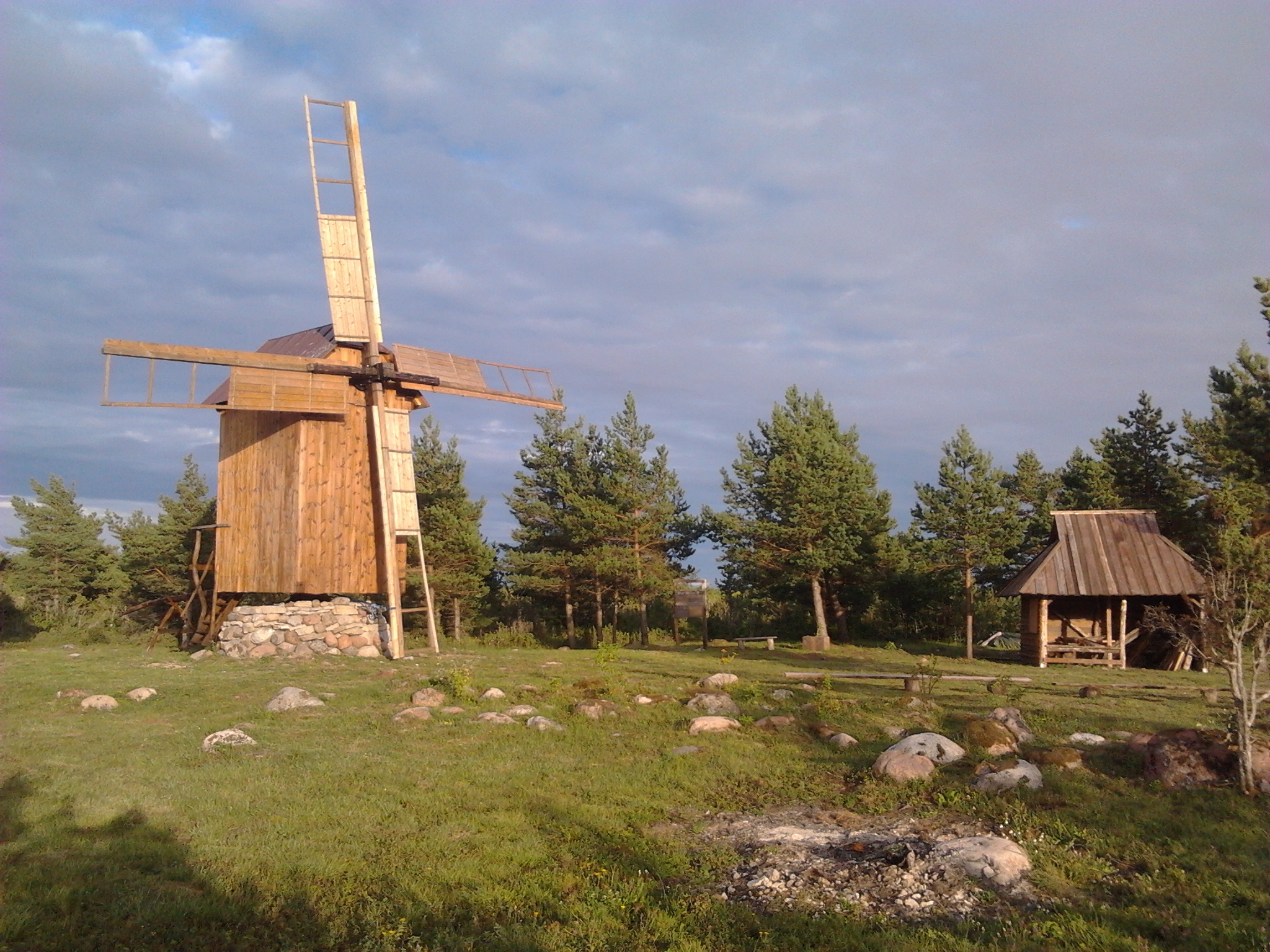
De windmolen Kivestu
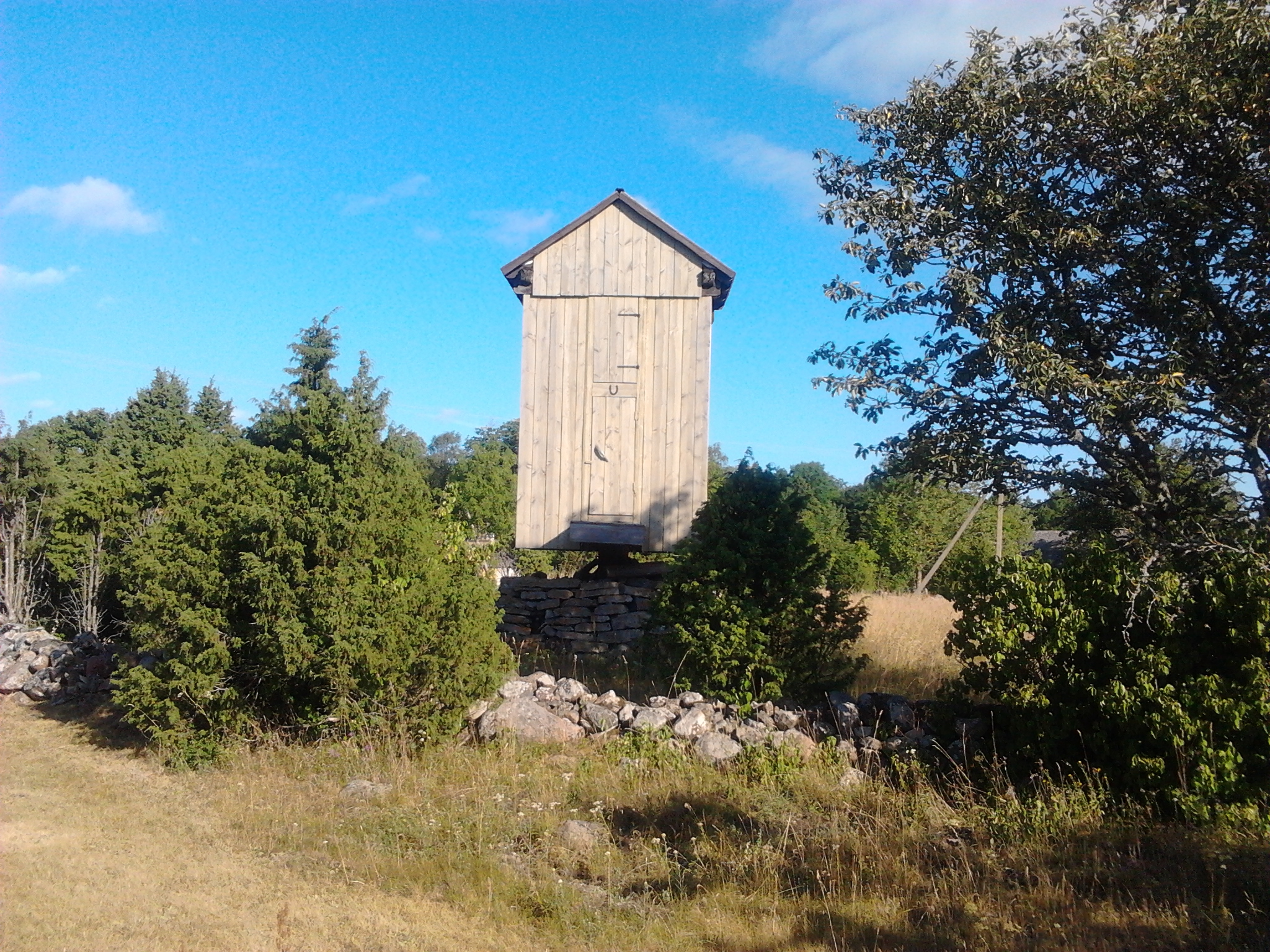
De windmolen Välja-Aadu
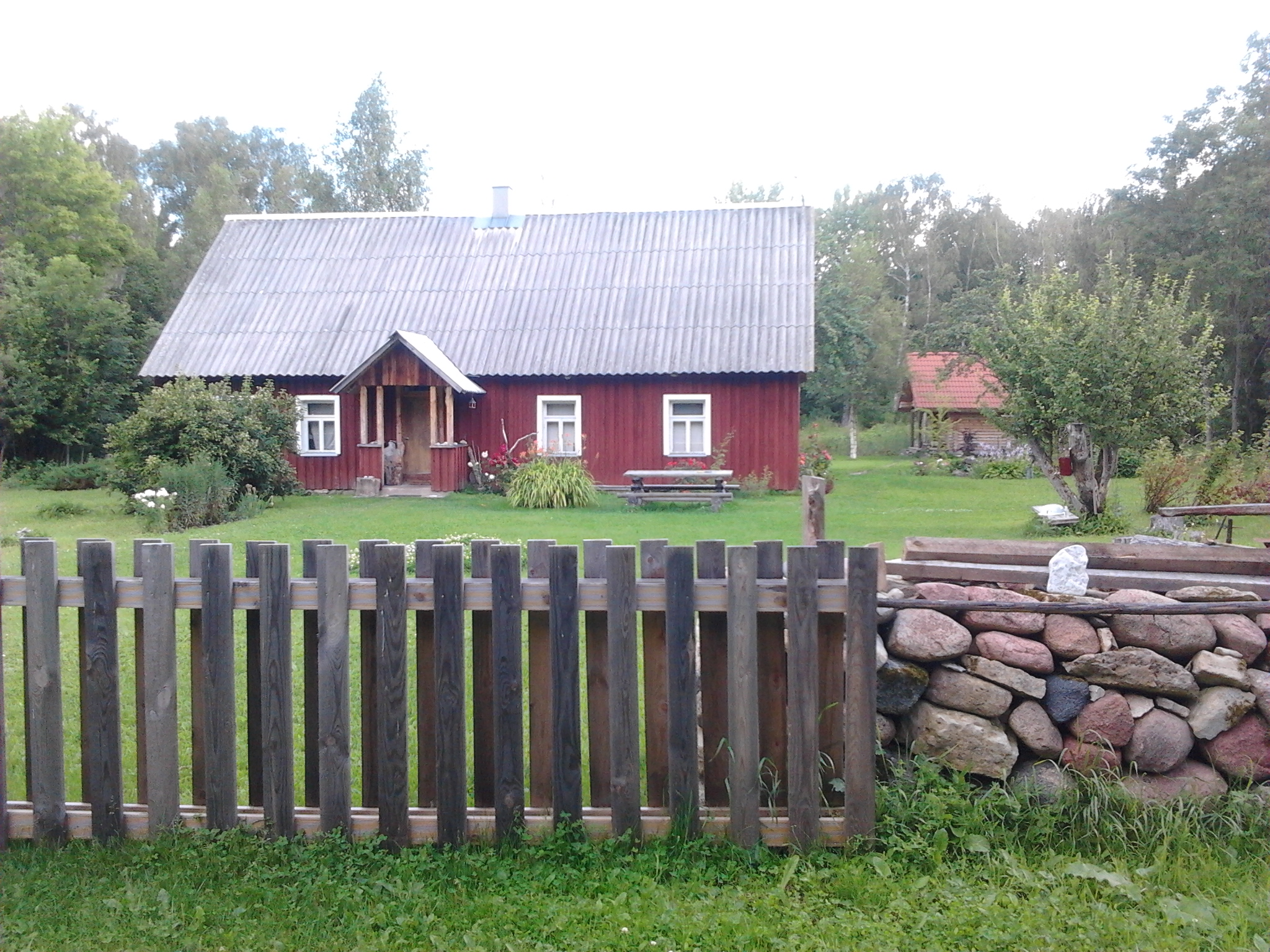
Houten huis
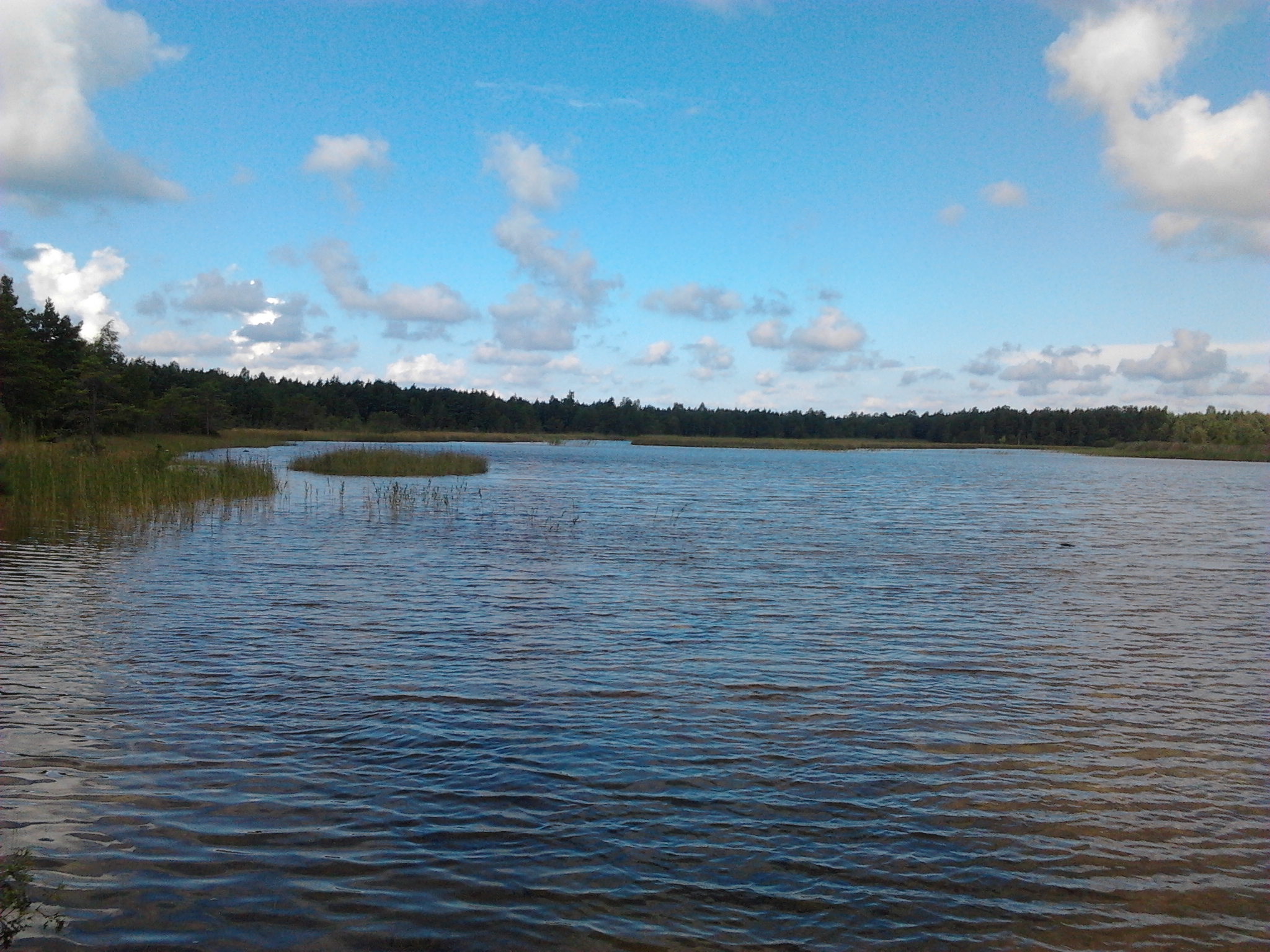
Het Saka järv
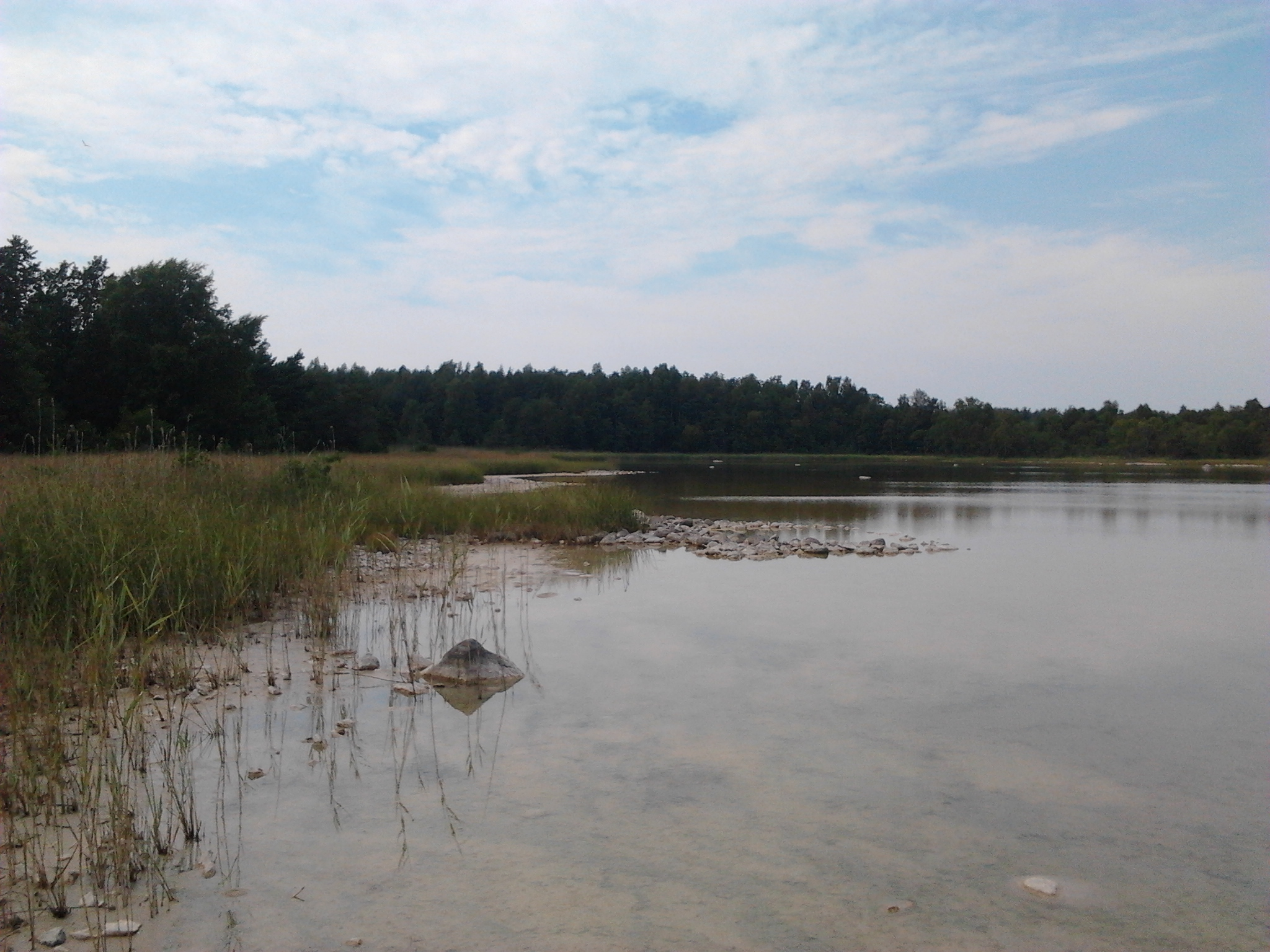
Het Killatu järv
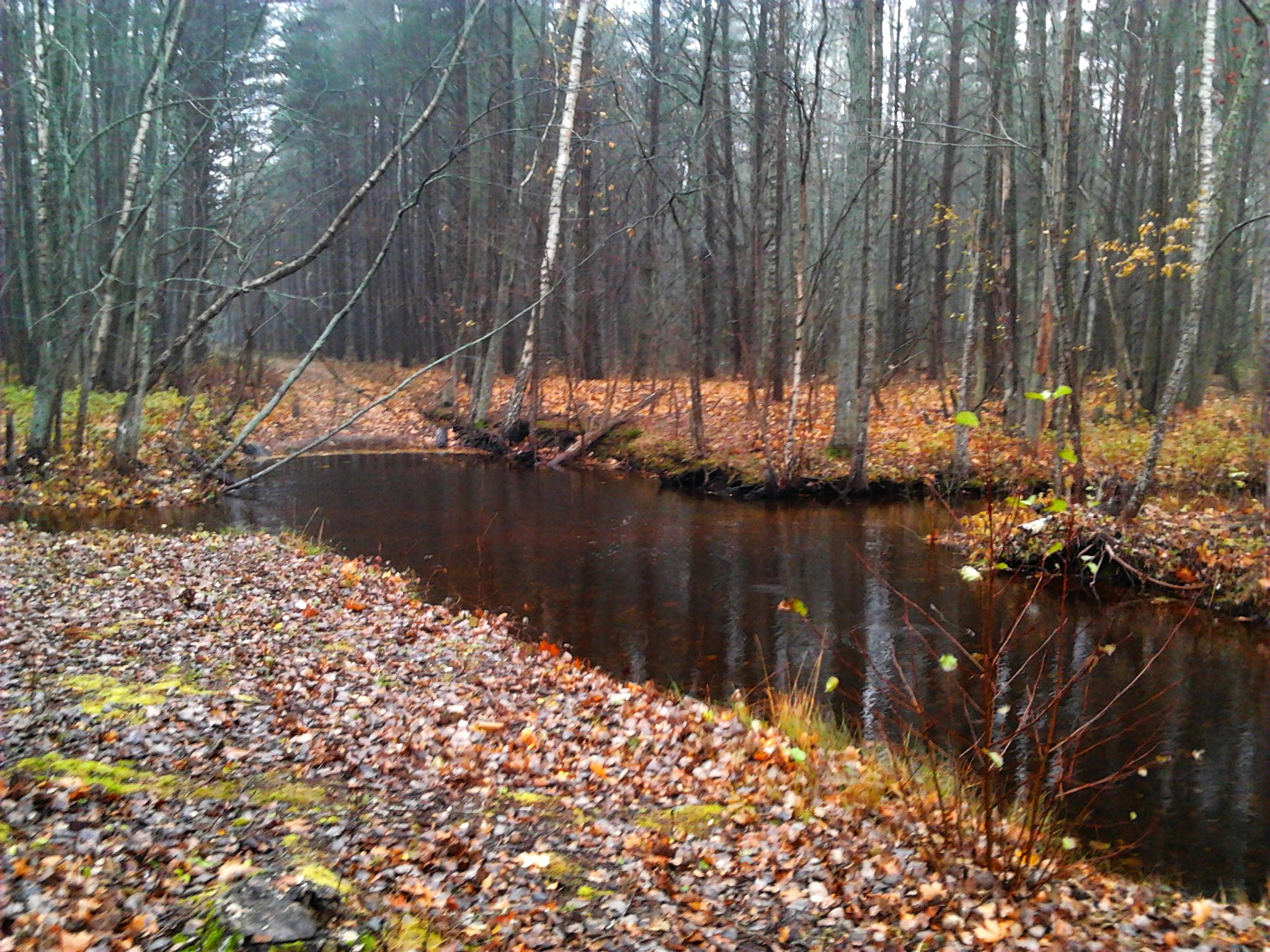
De beek Killatu oja